# Bisbat de Governador Valadares

Regional CNBB Leste 2.

Bisbat de Governador Valadares.

El bisbat de Governador Valadares (portuguès: Diocese de Governador Valadares; llatí: Dioecesis Valadarensis) és una seu de l'Església catòlica al Brasil, que pertany a la regió eclesiàstica Est 2, sufragània de l'arquebisbat de Mariana. Al 2019 tenia 408.000 batejats d'un total de 582.400 habitants. Està dirigida pel bisbe Antônio Carlos Félix.

## Territori
La prelatura territorial s'estén a la part oriental de l'estat brasiler de Minas Gerais. Comprèn els següents municipis: Governador Valadares, Açucena, Aimorés, Alpercata, Alvarenga, Capitão Andrade, Conselheiro Pena, Coroaci, Cuparaque, Divino das Laranjeiras, Engenheiro Caldas, Fernandes Tourinho, Galiléia, Goiabeira, Gonzaga, Itanhomi, Itueta, Marilac, Mathias Lobato, Nacip Raydan, Naque, Periquito, Resplendor, Santa Efigênia de Minas, Santa Rita do Itueto, São Geraldo da Piedade, São Geraldo do Baixio, São José da Safira, Sardoá, Sobrália, Tumiritinga i Virgolândia.
La seu episcopal era la ciutat de Governador Valadares, on es troba la catedral del Sant Antoni de Pàdua
El territori s'estén sobre 14.373 km² i està dividit en 53 parròquies, reagrupades en 6 regions pastorals.

## Història
La diòcesi va ser erigida l'1 de febrer de 1956 en virtut de la butlla Rerum usu del papa Pius XII, prenent el territori de l'arquebisbat de Diamantina i de les diòcesis de Araçuaí i de Caratinga.
El 24 de maig de 1985 va cedir una porció del seu territori a benefici de l'erecció de la diòcesi de Guanhães.
El 20 de gener de 2016 adquirí el municipi de São José da Safira de la mateixa diòcesi de Guanhães.

## Cronologia episcopal
- Hermínio Malzone Hugo † (29 de gener de 1957 - 7 de desembre de 1977 renuncià)
- José Goncalves Heleno † (7 de desembre de 1977 - 25 d'abril de 2001 renuncià)
- Werner Franz Siebenbrock, S.V.D. † (19 de desembre de 2001 - 6 de març de 2014 jubilat)
- Antônio Carlos Félix, des del 6 d'abril de 2014

## Estadístiques
A finals del 2019, la diòcesi tenia 408.000 batejats sobre una població de 582.400 persones, equivalent al 70,1% del total.
| any  | població | població | població | sacerdots | sacerdots       | sacerdots       | sacerdots             | diàques | religiosos | religiosos | parroquies |
| ---- | -------- | -------- | -------- | --------- | --------------- | --------------- | --------------------- | ------- | ---------- | ---------- | ---------- |
| any  | batejats | total    | %        | total     | clergat secular | clergat regular | batejats por sacerdot | diàques | homes      | dones      |            |
| 1965 | 490.000  | 510.000  | 96,1     | 35        | 13              | 22              | 14.000                |         | 22         | 55         | 26         |
| 1970 | 488.600  | 500.000  | 97,7     | 48        | 10              | 38              | 10.179                | 1       | 43         | 61         | 31         |
| 1976 | 445.000  | 510.000  | 87,3     | 40        | 9               | 31              | 11.125                | 2       | 35         | 44         | 32         |
| 1980 | 496.000  | 591.000  | 83,9     | 35        | 8               | 27              | 14.171                | 1       | 30         | 47         | 32         |
| 1990 | 419.000  | 480.000  | 87,3     | 37        | 14              | 23              | 11.324                | 1       | 25         | 34         | 30         |
| 1999 | 420.000  | 500.000  | 84,0     | 45        | 29              | 16              | 9.333                 |         | 16         | 32         | 32         |
| 2000 | 415.000  | 500.000  | 83,0     | 44        | 29              | 15              | 9.431                 |         | 15         | 30         | 34         |
| 2001 | 386.000  | 464.977  | 83,0     | 48        | 32              | 16              | 8.041                 |         | 16         | 38         | 36         |
| 2002 | 390.000  | 469.944  | 83,0     | 45        | 28              | 17              | 8.666                 |         | 17         | 37         | 40         |
| 2003 | 390.000  | 469.944  | 83,0     | 44        | 30              | 14              | 8.863                 | 1       | 14         | 37         | 39         |
| 2004 | 350.000  | 500.000  | 70,0     | 56        | 38              | 18              | 6.250                 |         | 21         | 24         | 41         |
| 2006 | 359.000  | 513.000  | 70,0     | 53        | 43              | 10              | 6.773                 |         | 13         | 36         | 44         |
| 2013 | 390.000  | 555.000  | 70,3     | 103       | 84              | 19              | 3.786                 | 28      | 19         | 30         | 76         |
| 2016 | 399.000  | 569.000  | 70,1     | 70        | 55              | 15              | 5.700                 | 26      | 16         | 28         | 53         |
| 2019 | 408.000  | 582.400  | 70,1     | 65        | 55              | 10              | 6.276                 | 25      | 14         | 20         | 53         |